# 長泉沼津インターチェンジ
長泉沼津インターチェンジ（ながいずみぬまづインターチェンジ）は、静岡県駿東郡長泉町元長窪にある新東名高速道路のインターチェンジである。沼津市と長泉町の市境にある。新東名高速道路本線から分岐した後、ロングランプウェイで南側を通る東名高速道路をオーバークロスしてから一般道路へ繋がる出入路を分岐、更にそのまま東駿河湾環状道路 長泉JCTに至る（新東名高速道路と伊豆縦貫自動車道を分岐する機能があることから実質的にはジャンクション兼用）。なお、一般道路から東駿河湾環状道路方面への出入口は設置されていない。

## 歴史
- 2011年（平成23年）8月26日：当ICの名称が「長泉沼津IC」で正式決定[2][3]。
- 2012年（平成24年）4月14日：御殿場JCT - 三ヶ日JCT間開通に伴い、供用開始[4]。
- 2013年（平成25年）12月23日：国道246号と当ICを結ぶ静岡県道87号大岡元長窪線が開通。

## 周辺
- 山形屋海苔店 沼津工場
- 東部畜産センター
- アンゼンフーズ 本社工場
- クレマチスの丘
- 静岡県立静岡がんセンター
- 静岡県警高速隊長泉分駐
- 愛鷹球場・愛鷹競技場

## 接続する道路
- 直接接続
  - 静岡県道87号大岡元長窪線
  - 伊豆縦貫自動車道（東駿河湾環状道路）

- 間接接続
  - 静岡県道405号足高三枚橋線支線：本線との交差点からずっと直進すると、当ICに到達する。
供用開始当初は西側と東側からしか接続していなかったが、2013年12月23日に、南側の国道246号から利用する県道が開通した。

## 料金所
- ブース数：7

### 入口
- ブース数：3
  - ETC専用：1
  - ETC/一般：1
  - 一般：1

### 出口
- ブース数：4
  - ETC専用：2
  - ETC/一般（精算機）：1
  - 一般（精算機）：1

## 隣
E1A 新東名高速道路
(5) 新御殿場IC - (7-1) 御殿場JCT - (6) 長泉沼津IC - (6-1) 駿河湾沼津SA/SIC - (7) 新富士IC
E70 伊豆縦貫自動車道（東駿河湾環状道路）
(8) 沼津IC - (1) 沼津岡宮IC - (2) 長泉JCT（長泉沼津IC） - (3) 長泉IC - (4) 三島萩IC